# Sean Christians
Sean Christians (...) è un bassista statunitense.
È stato il primo bassista e uno dei membri fondatori della power metal band Kamelot.
Christians è stato sostituito dal secondo bassista del gruppo, Glenn Barry, prima ancora della registrazione del primo album dei Kamelot, Eternity.